# 13904 Univinnitsa
13904 Univinnitsa è un asteroide della fascia principale. Scoperto nel 1975, presenta un'orbita caratterizzata da un semiasse maggiore pari a 2,7694610 UA e da un'eccentricità di 0,3022381, inclinata di 8,23790° rispetto all'eclittica.